# Crónica Albeldense

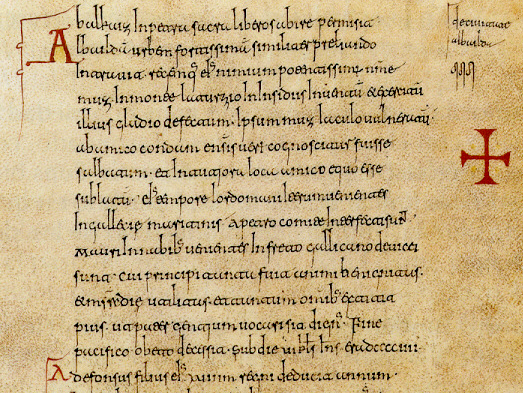
Folio 241 der Crónica albeldense (9. Jh.)

Die Crónica Albeldense (Chronik von Albelda, lateinisch: Chronicon Albeldense) ist eine Chronik, die im Königreich Asturien am Hof des Königs Alfons III. (866–910) verfasst wurde.

## Entstehung
Der Verfasser ist unbekannt – man vermutete früher, der Autor sei ein Toledaner Geistlicher namens Dulcidius, der am Schluss der Chronik erwähnt wird, doch ist die Forschung von dieser Ansicht abgekommen. Nach heutigem Forschungsstand ist davon auszugehen, dass er ein Geistlicher war, der am Königshof von Oviedo in der Umgebung von König Alfons III. lebte. Möglicherweise hat er sich längere Zeit in der Stadt León aufgehalten, in deren Verhältnissen er sich gut auskannte.
Die ursprüngliche Fassung des Werks reicht nur bis zum Jahr 881, in dem sie abgeschlossen wurde; später fügte der Chronist zwei längere Abschnitte über die Jahre 882 und 883 hinzu. Im November 883 beendete er die jüngste Fassung.

## Inhalt
Das Werk beginnt mit einer knappen Zusammenfassung der Geographie der Welt und gibt dann eine Aufzählung geographischer Daten zur Iberischen Halbinsel und ihren Provinzen, Städten und Flüssen und eine Übersicht zur Chronologie der Weltgeschichte seit Adam, dem Stammvater der Menschheit. Anschließend wird die Geschichte des Römischen Reiches von Romulus bis zum byzantinischen Kaiser Tiberios II. (698–705) behandelt. Es folgt die Geschichte der Westgoten, beginnend mit König Athanarich, und insbesondere des Westgotenreichs auf der Iberischen Halbinsel bis zu König Roderich (710–711), mit dem das Reich unterging. Den Abschluss bildet die Geschichte des Königreichs Asturien von Pelayo (718–737) bis zur Gegenwart des Verfassers. Dabei wird die Darstellung mit zunehmender Nähe zur Zeit des Chronisten immer ausführlicher. Zugleich wandelt sich der Stil; die ältere Geschichte ist mit trockenen Worten zusammengefasst, die Taten Alfons’ III. schildert der Chronist als sachkundiger Zeitgenosse detailliert und lebendig. Er verherrlicht diesen Herrscher, dessen militärischen Erfolg er als „heiligen Sieg“ bezeichnet, womit er die später übliche Deutung des Kampfes gegen die Muslime als Heiliger Krieg vorwegnimmt.

## Historischer Zusammenhang und Quellenwert

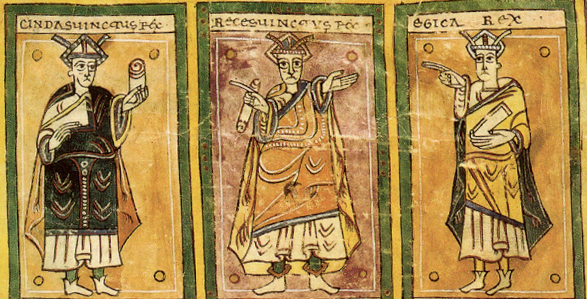
Westgotische Könige: Chindaswinth, Rekkeswinth und Egica im Codex Vigilanus (976)

König Alfons III. zeigte ein starkes Interesse an Geschichtsschreibung. Dabei ging es ihm darum, sein Reich als rechtmäßige Erneuerung des von der muslimischen Invasion vernichteten Westgotenreichs zu erweisen („Neogotismus“). Diesem Zweck dienten drei an seinem Hof entstandene Geschichtswerke: die in zwei Redaktionen erhaltene „Chronik Alfons’ III.“, an deren Abfassung der König selbst beteiligt war, die Crónica Albeldense und die im April 883 abgeschlossene „Prophetische Chronik“. Diese drei Chroniken werden von der Forschung unter dem Begriff „Zyklus Alfons’ III.“ zusammengefasst. In der Crónica Albeldense und der Chronik Alfons’ III. wurde teilweise dasselbe Nachrichtenmaterial ausgewertet, wie aus formalen und inhaltlichen Übereinstimmungen zu ersehen ist.
Den Chroniken des Zyklus liegt eine Überlieferung zugrunde, in welcher der Untergang des Westgotenreichs als göttliche Strafe für die Sündhaftigkeit der letzten Westgotenkönige gedeutet wird und die militärischen Erfolge der asturischen Könige als Belohnung für deren Frömmigkeit erscheinen. Um den Leser von diesem Geschichtsbild zu überzeugen, schreckte dessen asturischer Urheber auch vor vorsätzlicher Geschichtsfälschung nicht zurück. Dennoch betrachten moderne Historiker den „Zyklus Alfons’ III.“ mit großer Wertschätzung, denn es handelt sich um die einzigen chronikalischen Quellen aus der gesamten Epoche des Königreichs Asturien (718–910); ohne sie wäre über die Anfänge der Reconquista fast nichts bekannt. Auch für die späte Westgotenzeit bieten die asturischen Chroniken wertvolle, wenn auch tendenziöse Informationen.

## Handschriftliche Überlieferung

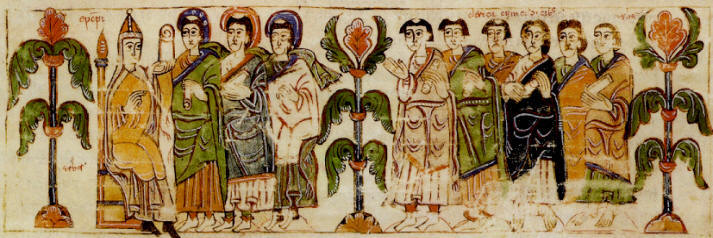
Leute von Toledo im Codex Vigilianus (976)

Die Crónica Albeldense ist in vier mittelalterlichen Handschriften (Codices) überliefert, von denen die beiden ältesten und wichtigsten, der „Codex Aemilianensis“ und der „Codex Albeldensis“, aus dem 10. Jahrhundert stammen. Die vollständigste Version enthält der Codex Aemilianensis, eine Abschrift aus dem Kloster San Millán de la Cogolla, die heute in der Bibliothek der Real Academia de la Historia in Madrid aufbewahrt wird.

### Die Handschrift aus Albelda
Den Namen Albeldense erhielt die Chronik von der Abschrift aus dem Kloster San Martín de Albelda in Albelda de Iregua, La Rioja, kopiert und mit Königslisten weitergeführt bis zum Jahr 976 von dem Mönch Vigila (spanisch Vigilán). Der vollständige moderne Name lautet Codex conciliorum Albeldensis seu Vigilanus, wird aber manchmal auch nur als Codex Vigilianus bezeichnet. 
Die Handschrift umfasst 429 großformatige Seiten (455 × 325 mm), die zweispaltig in westgotischer Schrift beschrieben sind. Diese für die damalige Zeit luxuriöse Handschrift wurde 976 durch den Mönch Vigila und seine Assistenten Sarracino und García fertiggestellt. Vigila erwähnt seine Mitstreiter in einer Schlussbemerkung, außerdem erscheinen sie mit ihm neben anderen Personen in einer der besten Miniaturen.

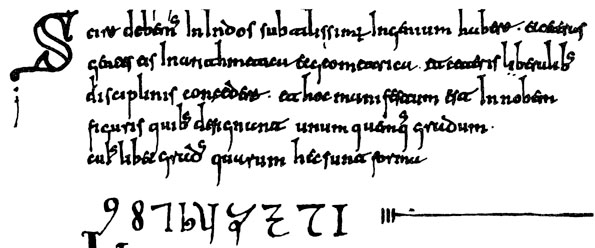
Crónica Albeldense – die ersten von rechts nach links zu lesenden arabischen Zahlen in einem von Christen gefertigten und benutzten Manuskript

Die Handschrift ist eine einzigartige Zusammenstellung des kanonischen und zivilen Rechts und unschätzbare Wissensquelle über das westgotische sowie über das asturische und galicische Königreich. Sie enthält eine Sammlung von Konzilsakten und ein Verzeichnis der Generalkonzilien sowie eine Auswahl von Canones und Dekretalen der Päpste bis zu Gregor dem Großen, einem Zeitgenossen Isidors von Sevilla. Ferner findet sich dort eine Gesetzessammlung, die von der westgotischen Epoche (damals unter der Bezeichnung Liber iudiciorum) bis in die Neuzeit gültig war (seit dem 13. Jahrhundert in kastilischer Übersetzung als Fuero Juzgo). Weitere Texte sind historischen und liturgischen Charakters, wie die Vida de Mahoma (Lebensbeschreibung des Propheten Mohammed aus christlicher Sicht), die Crónica Albeldense und ein Calendario, in dem erstmals die arabischen Ziffern 1 bis 9 in einem europäischen Schriftstück auftauchen.
Außerdem finden sich 82 Miniaturen in lebendigen Farben: teils ganzseitige Stadtbilder (z. B. von Toledo) oder Porträts wichtiger Persönlichkeiten. Obwohl sie ein Werk spanischer Mönche sind, orientieren sich diese Arbeiten dennoch nicht an westgotischen oder mozarabischen Vorbildern, sondern an den Werken karolingischer Miniaturisten.
Der Codex kam durch eine Schenkung des Grafen von Buendía an Philipp II. und ist heute eine der Juwelen der Bibliothek der ehemaligen Klosterresidenz El Escorial.
Das Kloster San Martín de Albelda war im 10. Jahrhundert unter der Herrschaft der Pamploneser Könige eines der kulturellen Zentren des Landes, wichtiger noch als das ebenfalls berühmte Kloster San Millán de la Cogolla. Es hatte ein aktives und gut organisiertes Skriptorium, in dem die Mönche die für die Messe und das spirituelle Leben notwendigen Bücher, aber auch juristische Texte kopierten. Der Ruf des Klosters reichte über die Landesgrenzen hinaus: Mitte des 10. Jahrhunderts besuchte es der französische Bischof Godeschalk von Puy auf seiner Wallfahrt nach Santiago de Compostela und ließ sich einen Traktat des heiligen Ildefons über die Jungfräulichkeit Mariä kopieren.

## Textausgaben
- Yves Bonnaz (Hrsg.): Chroniques asturiennes. Editions du Centre national de la recherche scientifique, Paris 1987, ISBN 2-222-03516-3 (enthält den lateinischen Text mit französischer Übersetzung sowie einen ausführlichen französischen Kommentar).
- Juan Gil (Hrsg.): Chronica Hispana saeculi VIII et IX (= Corpus Christianorum. Continuatio Mediaevalis, Bd. 65). Brepols, Turnhout 2018, ISBN 978-2-503-57481-3, S. 435–484 (kritische Edition)
- Juan Gil Fernández (Hrsg.): Crónicas asturianas. Universidad de Oviedo, Oviedo 1985, ISBN 84-600-4405-X (Universidad de Oviedo. Publicaciones del Departamento de Historia Medieval 11), (lateinischer Text und spanische Übersetzung).